# Milton Viera
Milton Viera Rivero (født 11. maj 1946) er en uruguayansk tidligere fodboldspiller (midtbane).
Viera spillede tre kampe for det uruguayanske landshold, alle i 1966. Han var en del af landets trup til VM 1966 i England, hvor han spillede tre af landets kampe i turneringen.
På klubplan spillede Viera blandt andet for Montevideo-storklubberne Nacional og Peñarol, ligesom han havde et udlandsophold i Grækenland hos både AEK Athen og Olympiakos.